# 前島 (沖繩縣)
26°12′40″N 127°26′47″E / 26.21111°N 127.44639°E
前島是沖繩群島慶良間群島中的一個島，位於渡嘉敷島以東約7公里處。行政區劃屬沖繩縣島尻郡渡嘉敷村。
第二次世界大戰以前，這裡製造慶良間薪以及捕鰹業盛行，大約有200名居民居住。美國治理琉球時期，對當地進行開拓，設置簡易供水管道等基礎設施。1962年，因為遭遇颱風，居住的36名居民集體轉移到了沖繩島居住，此後長期是無人島。直到最近才有人返回定居，截止2004年，島上人口共4人。